# Рета
Рета (нім. Rötha) — місто в Німеччині, розташоване в землі Саксонія. Входить до складу району Лейпциг.
Площа — 46,03 км2. Населення становить 6200 ос. (станом на 31 грудня 2020).

## Географія

### Адміністративний поділ
Місто включає 4 райони:
- Мельбіс
- Еспенгайн
- Ельчау
- Печау